# Iljušin Il-30
Iljušin Il-30 je bil sovjetski taktični reaktivni bombnik iz poznih 1940ih. Zasnovan je na podlagi Il-28, ima pa za razliko puščičasto krilo in boljše sposobnosti. Zgradili so prototip, vendar ni povsem jasno, če je tudi poletel. Program je bil kasneje preklican. 
Il-30 naj bi imel okrog 4000 kilogramski bojni tovor in dolet okrog 3500 kilometrov.

## Specifikacije (coena)
Podatki iz OKB Ilyushin: A History of the Design Bureau and its Aircraft
Splošne značilnosti
- Posadka: 4
- Dolžina: 18 m (59 ft 1 in)
- Razpon kril: 16,5 m (54 ft 2 in)
- Površina kril: 100 m2 (1.100 sq ft)
- Teža praznega letala: 22.967 kg (50.634 lb)
- Bruto teža: 17.033 kg (37.552 lb)
- Pogon letala: 2 × Ljulka TR-3 turboreaktivni motor, 45,1 kN (10.100 lbf) potisk motorjev  vsak

Zmogljivost
- Maks. hitrost: 1.000 km/h (621 mph; 540 kn)
- Potovalna hitrost: 850 km/h (528 mph; 459 kn)
- Doseg: 3.500 km (2.175 mi; 1.890 nmi)
- Višina leta: 13.000 m (42.651 ft)

Oborožitev

- Strelno orožje: 6 × 23 mm (0,91 in) Nudelman-Rihter NR-23 avtomatski topovi
- Bombe: Do 4000 kg